# Walter Bürger
Walter Bürger (* 24. September 1877 in Lippstadt; † 19. September 1967) war ein deutscher Jurist. Er war von 1933 bis 1945 Präsident der Reichsbahndirektion Hannover.

## Leben
Walter Bürger war ein Sohn des Realgymnasialoberlehrers Dr. Friedrich Bürger und besuchte das Gymnasium in Mülheim. Nach dem Abitur studierte er Jura an den Universitäten Berlin, Leipzig, München und Bonn.
Als Einjährig-Freiwilliger diente er im Infanterie-Regiment 15 und wurde hier 1913 Leutnant d. R. Zu Kriegsbeginn kam er als Oberleutnant d. R. in sein Stammregiment und anfangs zur Feldeisenbahn. Er meldete sich aber schnell zur Infanterie. So wurde er 1915 Hauptmann und Bataillonskommandeur im Reserve-Regiment 231 und blieb dies bis Januar 1919. Er erhielt neben dem Eisernen Kreuz 1. Klasse das Ritterkreuz des Hausordens von Hohenzollern mit Schwertern (Verleihung 1917).
Nach seinem Studium war er erst in der Justizverwaltung des Landgerichts Elberfeld, bevor er 1908 als Assessor zur Eisenbahndirektion Köln der Preußischen Staatsbahn kam, im darauffolgenden Jahr Regierungsassessor wurde und dann für zwei Jahre als Vorstand des Verkehrsamtes Eisenach amtierte. Ab 1912 leitete er ein Streckendezernat in der Eisenbahndirektion Magdeburg. Er stieg 1913 zum Regierungsrat auf. Nach dem Krieg wurde er in der Direktion Magdeburg Personaldezernent und später Leiter des Arbeiter- und Wohlfahrtsdezernats, ab 1920 als Oberregierungsrat. 1928 wurde er Direktor und Leiter der Verwaltungsabteilung in der Reichsbahndirektion Münster. Als Nachfolger von Hermann Seydel wurde er 1933 Präsident der Reichsbahndirektion Hannover und blieb dies bis Kriegsende.

Am 7. Dezember 1944 wurde er mit dem Ritterkreuz des Kriegsverdienstkreuzes mit Schwertern ausgezeichnet. Die Presse verlautbarte zur Verleihung über Bürger:
Mit soldatischem Draufgängertum, mit einer hervorragenden Führerbegabung, ohne Rücksicht auf Gesundheit und Leben, trotz schwerster Luftangriffe auf die Bahnanlagen der DRB-Hannover den Eisenbahnbetrieb aufrecht erhalten [hatte].
In der Weimarer Republik gehörte Bürger dem rechts-konservativen bzw. nationalistischen Spektrum an. Ab 1919 war er Mitglied des Stahlhelms und trat 1933 als Sturmführer der SA bei. Zum 1. März 1933 schloss er sich der NSDAP an (Mitgliedsnummer 1.482.092) und gehörte ebenso dem Kampfbund für deutsche Kultur an.